# Тячівський район
Тячівський район (Тячівщина) — район Закарпатської області в Україні, утворений 2020 року. Адміністративний центр — місто Тячів.

## Географія
Річки: Турбат, Довгий струмок, Окульський, Бертянка, Бертяник, Гропянець, Бистрик, Скороховатий, Чорний, Моцалин, Кобилець, Терсавський, Полонський, Брадул.

## Історія
Район створено відповідно до постанови Верховної Ради України № 807-IX від 17 липня 2020 року. До його складу увійшли: Тячівська міська, Бедевлянська, Вільховецька, Нересницька, Углянська сільські, Буштинська, Дубівська, Солотвинська, Тересвянська, Усть-Чорнянська селищні територіальні громади.
Раніше територія району входила до складу Тячівського (1946—2020) та Рахівського районів, ліквідованих тією ж постановою.

## Адміністративний устрій
В рамках реформи територіального устрою в липні 2020 року район укрупнено, шляхом приєднання до нього частини колишнього Рахівського району. Площа району — 1.9 тис. км². Населення району збільшилося до 185.3 тисяч осіб. У складі району перебуває 10 громад, з яких 1 — міська, 4 — селищні, 5 — сільських.

### Територіальні громади
Кількість територіальних громад 10:
1. Бедевлянська (сільська)
2. Буштинська (селищна)
3. Вільховецька (сільська)
4. Дубівська (селищна)
5. Нересницька (сільська)
6. Солотвинська (селищна)
7. Тересвянська (селищна)
8. Тячівська (міська)
9. Углянська (сільська)
10. Усть-Чорнянська (селищна)

| Номер | Назва громади   | Статус   | Центр      |
| ----- | --------------- | -------- | ---------- |
| 1.    | Бедевлянська    | Сільська | Бедевля    |
| 2.    | Буштинська      | Селищна  | Буштино    |
| 3.    | Вільховецька    | Сільська | Вільхівці  |
| 4.    | Дубівська       | Селищна  | Дубове     |
| 5.    | Нересницька     | Сільська | Нересниця  |
| 6.    | Солотвинська    | Селищна  | Солотвино  |
| 7.    | Тересвянська    | Селищна  | Тересва    |
| 8.    | Тячівська       | Міська   | Тячів      |
| 9.    | Углянська       | Сільська | Угля       |
| 10.   | Усть-Чорнянська | Сільська | Усть-Чорна |

### Населені пункти
Кількість населених пунктів 64:
1. село Бедевля
2. село Бобове
3. село Брустури
4. селище Буштино
5. село Біла Церква
6. село Біловарці
7. село Велика Уголька
8. село Вишній Дубовець
9. село Вишоватий
10. село Вонігове
11. село Вільхівці
12. село Вільхівці-Лази
13. село Вільхівчик
14. село Ганичі
15. село Глибокий Потік
16. село Глиняний
17. село Груники
18. село Грушово
19. село Добрянське
20. село Добрік
21. селище Дубове
22. село Дулово
23. село Дібрівка
24. село Калини
25. село Колодне
26. село Красна
27. село Крива
28. село Кричово
29. село Лази
30. село Мала Уголька
31. село Нересниця
32. село Нижня Апша
33. село Нижній Дубовець
34. село Новобарово
35. село Новоселиця
36. село Німецька Мокра
37. село Округла
38. село Петрушів
39. село Пещера
40. село Подішор
41. село Пригідь
42. село Підплеша
43. село Ракове
44. село Росош
45. село Руня
46. село Руська Мокра
47. село Руське Поле
48. село Рівне
49. село Сасово
50. село Середнє Водяне
51. селище Солотвино
52. село Тарасівка
53. село Теребля
54. селище Тересва
55. село Терново
56. село Тисалово
57. село Топчино
58. місто Тячів
59. село Тячівка
60. село Угля
61. селище Усть-Чорна
62. село Фонтиняси
63. село Чумальово
64. село Широкий Луг